# 기모

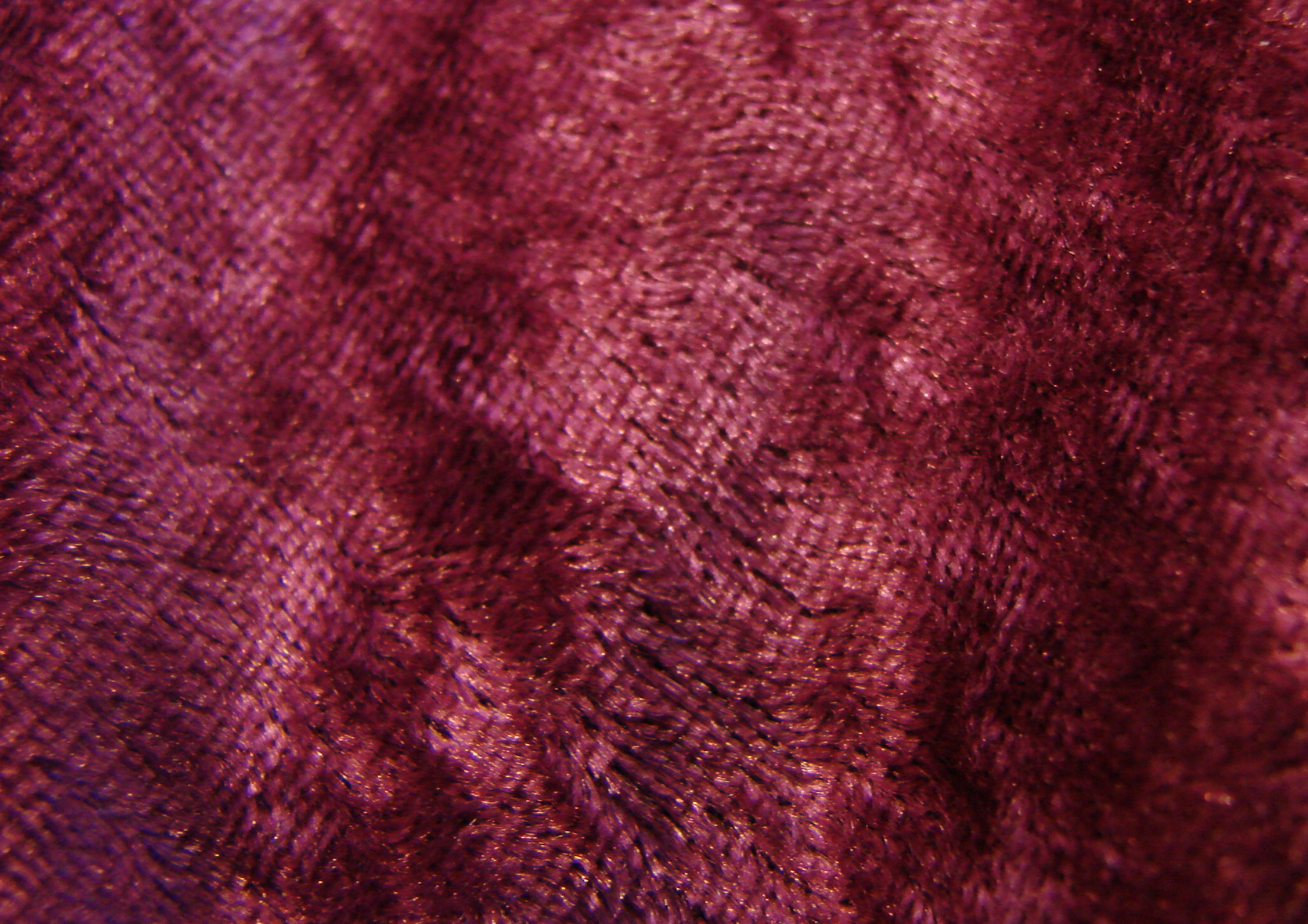
털이 있는 천

주로 기모(起毛, nap)는 우단이나 몰스킨과 같은 특정 종류의 직물에서 솟아오른 (보풀이 있는) 표면을 말한다. 기모는 펠트나 비버 모자의 표면과 같이 기모 처리된 천의 표면과 유사하게 보이는 다른 표면을 지칭할 수도 있다.
14세기경부터 이 단어는 원래 직조된 천이 전모되기 전의 거친 상태를 의미했다. 천, 특히 모섬유 천이 직조될 때 천의 표면은 매끄럽지 않으며, 이러한 거친 상태가 기모이다. 일반적으로 천은 고른 표면을 만들기 위해 "전모"되며, 이에 따라 기모는 제거된다. 과도한 기모를 제거하기 위해 가위로 천의 표면을 다듬는 사람을 전모공이라고 불렀다.
기모는 일반적으로 가장 매끄럽게 느껴지는 방향이 있다. 의류에서는 기모 방향이 종종 솔기를 따라 맞추어지는데, 이는 천이 기모 방향에 따라 촉감뿐만 아니라 외관도 달라지기 때문이다. 이러한 이유로 재봉 패턴은 종종 기모 방향을 표시하거나, 천에 기모가 있는 경우 더 많은 원단이 필요하다고 경고한다.

## 파일 기모
15세기 이래로 '기모(nap)'라는 용어는 일반적으로 천에 부여된 특별한 파일을 지칭하게 되었다. '파일(pile)'이라는 용어는 천 생산의 부산물이 아니라 의도적으로 만들어진 돌출된 섬유를 의미한다. 이 경우 기모는 천에 직조되며, 종종 직물에 고리를 짜서 만들고, 이 고리는 자르거나 그대로 둘 수 있다. 융단, 러그, 우단, 벨로아, 벨베틴은 직조된 천을 통해 보조 실을 엮어 기모 또는 파일을 만들어낸다.

## 기모 일으키기

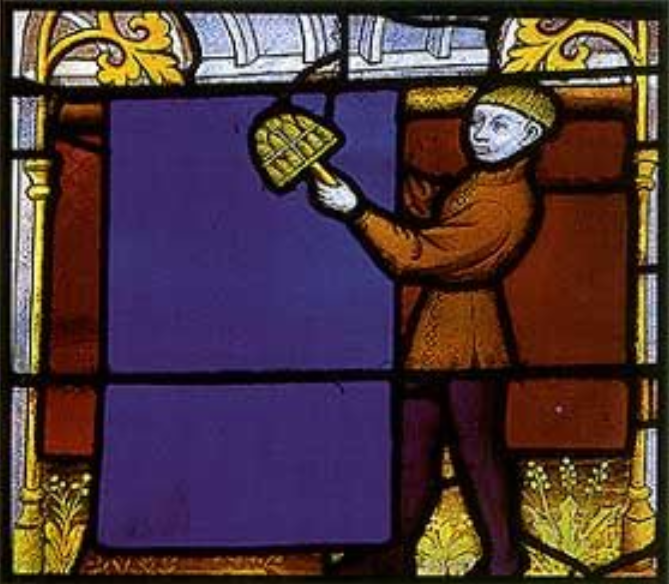
15세기 스테인드글라스 창문, 노트르담 드 스뮈르 앙 오수아, 프랑스에서 들장미 틀을 사용하여 천의 기모를 일으키는 직물 작업자.

직물 제조의 마무리 공정에서 천이 직조된 후 세척, 풀링, 기모 일으키기 및 기모 트리밍과 같은 공정을 거친다. 기모가 다듬어지면 직물은 완성된 것으로 간주된다. 섬유의 끝을 뽑아내는 기모 일으키기 공정은 모섬유와 면섬유 직물 모두에 적용된다. 플란넬레트는 이 공정을 거치는 면직물이다. '기모를 일으키는' 방법은 여러 가지가 있으며, 대부분 털 긁는 카드와 같은 와이어 브러시를 사용한다. 원래는 말린 들장미 꼬투리가 사용되었으며, 오랫동안 모직물에 사용하기에 선호되었다. 기모를 일으킬 때 습해야 하는 모직물은 건조되고 늘어난 후 기모를 다듬거나 전모한다. 면직물은 바로 전모 공정으로 넘어가는데, 여기서 기모는 모든 돌출된 섬유의 길이가 같도록 다듬어진다.

## 스웨이딩 및 에머라이징
원단 스웨이딩은 연마재로 덮인 롤러가 있는 스웨이딩 기계에서 수행되며, 이 기계는 직조 또는 편직 여부에 관계없이 원단의 양면을 스웨이드 처리할 수 있다. 주름과 중앙 셀비지(self-edge)의 변화는 스웨이드 처리된 원단의 두 가지 주요 문제이다. 스웨이드 처리 또는 에머라이징 처리된 원단은 '스웨이드 원단' 또는 '에머라이징 원단'으로 알려져 있다.

### 스웨이딩
스웨이딩은 기계적 마무리 공정으로, 재료를 연마 표면에 노출시켜 작고 부드러운 파일을 생성한다. 마모 메커니즘에는 사포 (도구), 에머리 페이퍼 또는 카본 브러시가 장착될 수 있다.

#### 스웨이딩 작용
기계 롤러의 연마재는 표면 섬유를 자르고 파쇄하여 짧은 파일의 부드러운 질감을 만든다.

##### 상표 등록된 스웨이드 직물
알칸타라, 울트라스웨이드, 마이크로스웨이드는 부드러운 스웨이드와 유사한 촉감을 가진 극세사의 여러 상표 등록된 브랜드명 중 일부이다. 이러한 종류의 소재는 더 내구성이 뛰어나고 액체와 얼룩에 강하며, 실내 장식, 액세서리, 의류 또는 신발에 사용될 수 있다..